# Theodor Schönemann
Theodor Schönemann, aussi écrit Schoenemann (4 avril 1812 – 16 janvier 1868), est un mathématicien prussien qui a publié plusieurs résultats importants en théorie des nombres, sur les congruences, dans le Journal für die reine und angewandte Mathematik, volumes 17 à 40. Il a en particulier obtenu le lemme de Hensel avant Hensel, la loi de réciprocité de Scholz avant Scholz, et a formulé le critère d'Eisenstein avant Eisenstein. Il a aussi étudié, sous la forme de polynômes à coefficients entiers modulo à la fois un nombre premier p et un polynôme irréductible (restant irréductible modulo p), ce qu'on reconnait de nos jours comme les corps finis (non nécessairement premiers).
Schönemann fait ses études à Königsberg et Berlin, où il a entre autres comme professeurs Jakob Steiner et Carl Gustav Jakob Jacobi. Il obtient son doctorat en 1842, puis devient professeur de lycée à Brandebourg-sur-la-Havel. Outre les articles mathématiques déjà mentionnés, il a aussi publié, principalement après 1850, des travaux en mécanique et en technique de la physique[Quoi ?].